# Blattoidea
Blattoidea (лат.) — надсемейство насекомых из отряда таракановые. В Blattoidea насчитывается около 17 семейств и более 4100 описанных видов.
12 семейств термитов иногда считаются членами подотряда Isoptera, но недавний филогенетический анализ помещает их в надсемейство тараканов Blattoidea. Внутри Blattoidea термиты сгруппированы в надсемейство Termitoidae.
Большие залежи угля в каменноугольный период частично объясняются отсутствием насекомых, питающихся древесиной, таких как Blattoidea, которые не появляются в палеонтологической летописи до позднего карбона.

## Классификация
- Семейство Anaplectidae Walker, 1868 — 2 рода
- Семейство Blattidae Handlirsch, 1925 — 44 рода, 609 видов
  - Подсемейства: Archiblattinae — Blattinae — Macrocercinae — Polyzosteriinae
- Семейство Lamproblattidae McKittrick, 1964 — 3 рода, 10 видов
- Семейство Tryonicidae McKittrick & Mackerras, 1965 — 7 родов, 32 вида
- Семейство Cryptocercidae Handlirsch, 1925 — 1 род, 12 видов
- Термиты